# 영국 공군의 라케인 본부 공습
영국 공군의 서부기갑군 본부 공습은 노르망디에서 영국 공군의 제2전술공군 1944년 6월 10일 수행한 작전이다. 서부기갑군의 본부가 위치한 터리하르코르 북쪽의 라케인에서 공격이 발발했으며, 서부 기갑군은 프랑스 내 독일 기갑 병력의 사령부였다. 몇몇 장교들이 공격으로 사망했으며 서부기갑군 사령관인 레오 가이어 폰 슈베펜부르크 장군이 부상을 당했다. 본부는 파리로 이동했으며 연합군 교두보에 대해 준비되어 있던 반격은 연기되었다. 또한 본부의 사령부 기능은 제1SS기갑군단의 본부로 이전되었고, 6월 28일까지 서부 기갑군은 작전에 참여하지 않았다.

## 공격

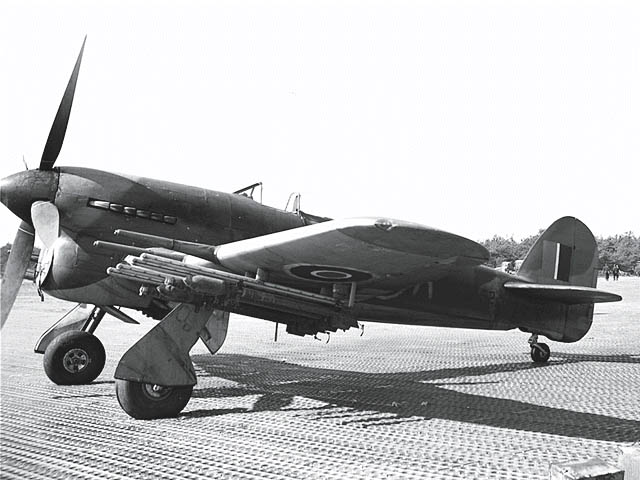
60파운드 로켓으로 무장한 타이푼 전폭기

오버로드 작전 동안 서부 기갑군의 본부는 라 케인에 설립되었다. 6월 8일 울트라를 통해 영국 정보국은 본부의 위치를 알아냈다. 6월 10일, 제2전략항공부대의 전폭기가 마을을 폭격했다. 기습은 제181, 182, 247, 245편대로 구성된 제124비행단의 호커 타이푼 편대가 감행한 것이었고, 뒤이어 미국 제226, 98, 180편대와 네덜란드 제320편대로 구성된 미국 제137, 제139비행단의 B-25 미첼 폭격기 61대가 저고도 공습을 감행했다. 폭격기는 230kg이나 되는 폭탄을 2700m의 고도에서 투하했다. 제180편대는 편대장 린에 의해 지휘를 받았는데 33대의 스피트파이어가 이들을 지원했다. 42대의 호커 타이푼 전폭기가 작전에 참여했다. 이 중 8대는 20mm 기관포로 무장했고 나머지 34대는 RP-3 로켓을 장착했다. 타이푼은 2개의 공격파를 통해 30분 간격으로 폭격을 가했다. 첫번째 공격은 제181편대와 제247편대의 전폭기 17대가 참전하여 주차된 차량을 향해 136발의 로켓을 610m의 고도에서 발사했다. 뒤이어 미첼 폭격기가 536개의 폭탄을 목표를 향해 정확하게 맞추었다.

## 결과

### 분석
공격은 많은 수의 기동 사단을 이끌 수 있는 서부 전선의 유일한 독일 육군 조직을 파괴하였다. 생존자는 파리로 철수했고, 6월 28일까지 작전을 재개할 준비가 되지 않았다. 독일군은 사령부 직위를 일시적으로 제프 디트리히의 제1SS기갑군단에게 넘겨주었다. 연합군 교두보에 대한 기갑사단의 반격이 6월 10일로 예정되어 있었으나 이 공격으로 반격은 24시간 뒤로 미루어졌고 결국 취소되었다. 하인리히 에버바흐 장군 휘하의 새로운 장교들이 임명되어 독일군의 반격 계획은 3주 뒤로 밀려났고, 반격은 이어지는 사건들로 구체화되지 못했다. 독일군은 이러한 공격이 연합군의 암호 해독이 원인이었다는 것을 알지 못했으며 이는 지속적으로 연합군 항공기가 공습 이전에 출현했기 때문이었다.

### 사상자

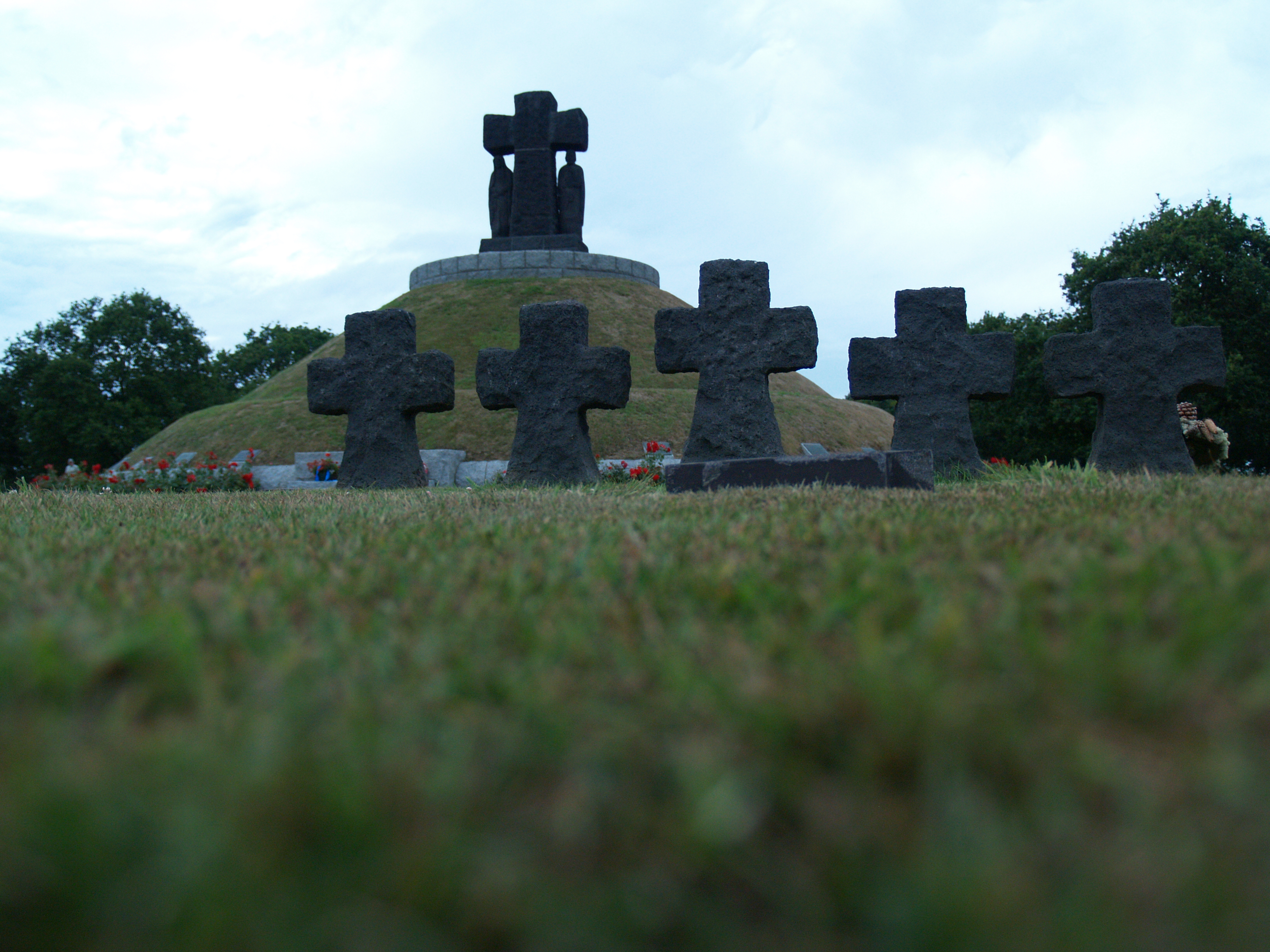
독일군 제9기념비

육군 중령 지그문트헬무트 폰 다반즈를 비롯한 18명의 본부 장교가 공습으로 사망했다. 사령관이었던 레오 가이어 폰 슈베펜부르크가 부상을 입었다. 본부는 피해를 입지 않았으나, 근처에 주차되어 있던 차량과 통신 시설이 파괴되었다.

## 참고 문헌
Books
- Air Ministry (1947). 《The Landings in Normandy》. The Liberation of North-West Europe: Operation "Overlord" III. no isbn/oclc. London: RAF Air Historical Branch Records (AIR 41/24 typed manuscript).
- Bennett, R. (2009) [1979]. 《Ultra in the West: The Normandy Campaign 1944–1945》 Faber Fis판. London: Hutchinson. ISBN 978-0-571-25374-6.
- Copp, T. (2004) [2003]. 《Fields of Fire: The Canadians in Normandy》. Toronto: University of Toronto Press. ISBN 0-8020-3780-1. OCLC 56329119.
- Hallion, R. (1994). 《D-Day 1944: Air Power Over the Normandy Beaches and Beyond》. The US Army Air Forces in World War II. Air Force History and Museums Program (US). OCLC 624660056. 2007년 5월 9일에 원본 문서에서 보존된 문서. 2007년 4월 23일에 확인함.
- Hinsley, F. H. (1994) [1993]. 《British Intelligence in the Second World War. Its influence on Strategy and Operations》. History of the Second World War. abridged 2 rev.판. London: HMSO. ISBN 0-11-630961-X.
- Saunders, H. St G. (1975) [1954]. 《Royal Air Force 1939–45: The Fight is Won》 III rev.판. London: HMSO. ISBN 0-11-771594-8.
- Terraine, J. (1998) [1985]. 《The Right of the Line: The Royal Air Force in the European War 1939–1945》 Woswor판. London: Hodder and Stoughton. ISBN 1-85326-683-3.
- Thompson, H. L. (1956). 《New Zealanders with the Royal Air Force: European Theatre January 1943 – May 1945》. Official History of New Zealand in the Second World War 1939–45 II. Wellington, NZ: War History Branch of the Department of Internal Affairs. OCLC 270208181. 2007년 3월 23일에 원본 문서에서 보존된 문서. 2014년 6월 17일에 확인함.
- Wilmot, C.; McDevitt, C. D. (1997) [1952]. 《The Struggle For Europe》 Woswor판. London: Collins. ISBN 1-85326-677-9. OCLC 39697844.

Websites
- Le Querrec, Michel (2006). “Liste des généraux morts durant la bataille de Normandie” (프랑스어). debarquement.com. 2007년 4월 8일에 원본 문서에서 보존된 문서. 2007년 4월 23일에 확인함.

## 추가 문헌
- Murray, W. “ULTRA: Some Thoughts on its Impact on the Second World War”. 《Air University Review (50-2)》. Air Force Recurring Publication (Air University) (July–August 1984). ISSN 0002-2594. 2007년 11월 17일에 원본 문서에서 보존된 문서. 2007년 9월 30일에 확인함.